# Reacción exergónica
Una reacción exergónica es una reacción química donde la variación de la energía libre de Gibbs es negativa.
 
Esto nos indica que la reacción seguirá a temperatura y presión constantes una reacción exergónica se define con la condición: 
{\displaystyle \Delta G<0}
Que describe una reacción química que libera energía en forma de calor, luz, etc. Las reacciones exergónicas son una forma de procesos exergónicos en general o procesos espontáneos y son lo contrario de las reacciones endergónicas. Se dijo que las reacciones exergónicas transcurren espontáneamente, pero esto no significa que la reacción transcurrirá sin ninguna limitación o problema. Por ejemplo la velocidad de reacción entre hidrógeno y oxígeno es muy lenta y no se observa en ausencia de un catalizador adecuado.
Las reacciones exergónicas liberan más energía de la que absorben; en ella, la formación de nuevos enlaces de los productos (en la reacción química) liberan una cantidad de energía mayor que la absorbida para romper los enlaces de los reactivos, de modo que el exceso queda libre conforme se lleva a cabo la reacción. Regularmente las reacciones catabólicas son exergónicas.